# Œnanthe à feuilles de silaüs
Oenanthe silaifolia
Espèce
Classification APG III (2009)
Statut de conservation UICN

 LC  : Préoccupation mineure
L'œnanthe à feuilles de silaüs (Oenanthe silaifolia) est une espèce de plantes à fleurs du genre Oenanthe, de la famille des Apiaceae. C'est une plante herbacée trouvée en Europe et dans des parties adjacentes d'Asie et d'Afrique du Nord.